# Tân Bình, Mỏ Cày Bắc
Tân Bình là một xã thuộc huyện Mỏ Cày Bắc, tỉnh Bến Tre, Việt Nam.
Xã Tân Bình có diện tích 9,64 km², dân số năm 2019 là 9.493 người, mật độ dân số đạt 974 người/km².
Hành chính gồm 7 ấp 
Tân Thạnh, Tân Mỹ, Tân An, Tân Đức A, Tân Đức B, Tân Thuận, Tân Hoà.